# Opuntia macrocentra
Opuntia macrocentra es una especie fanerógama perteneciente a la familia Cactaceae. Es nativa de Norteamérica en México, Arizona, Nuevo México y Texas.

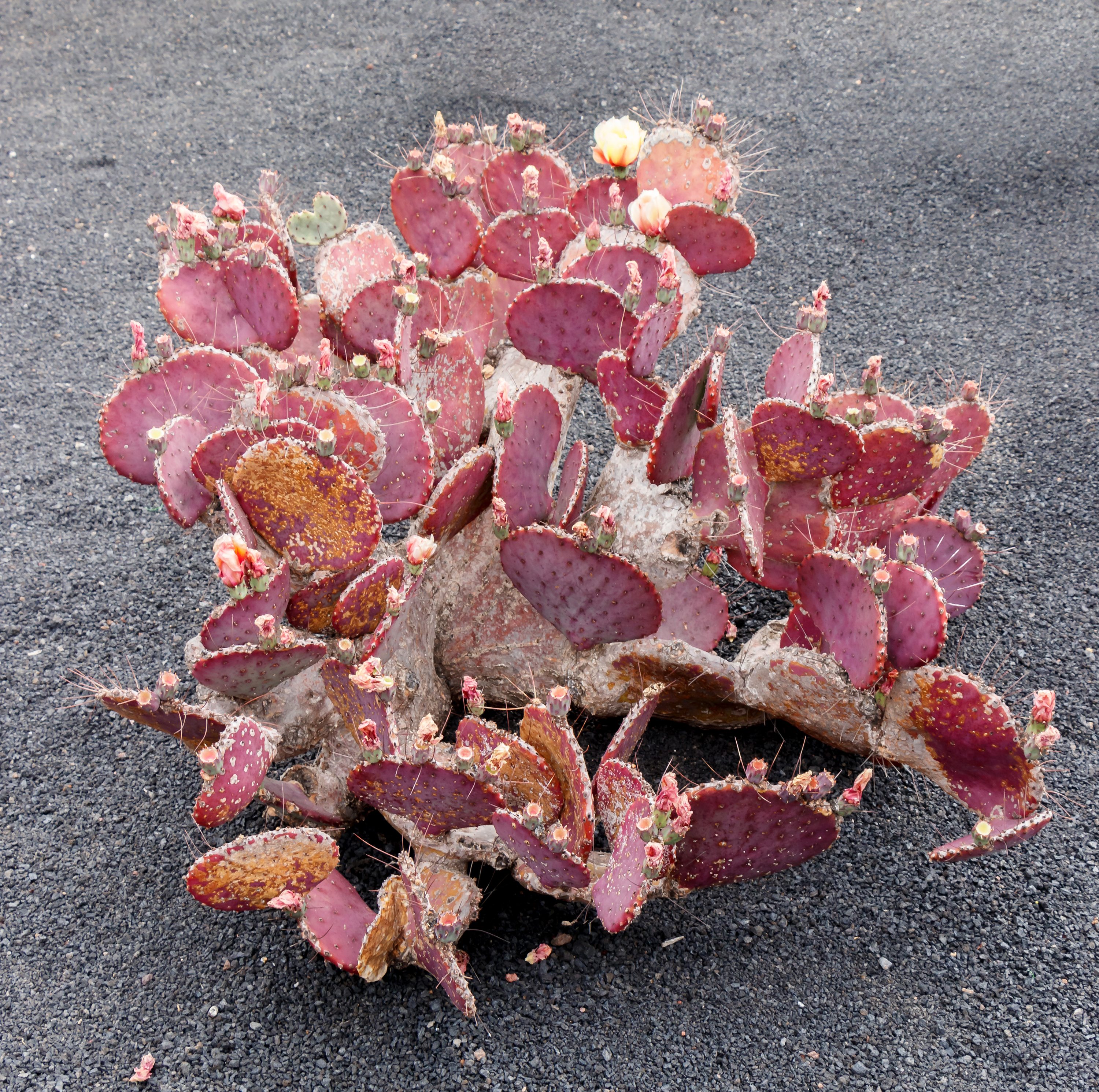
Vista de la planta

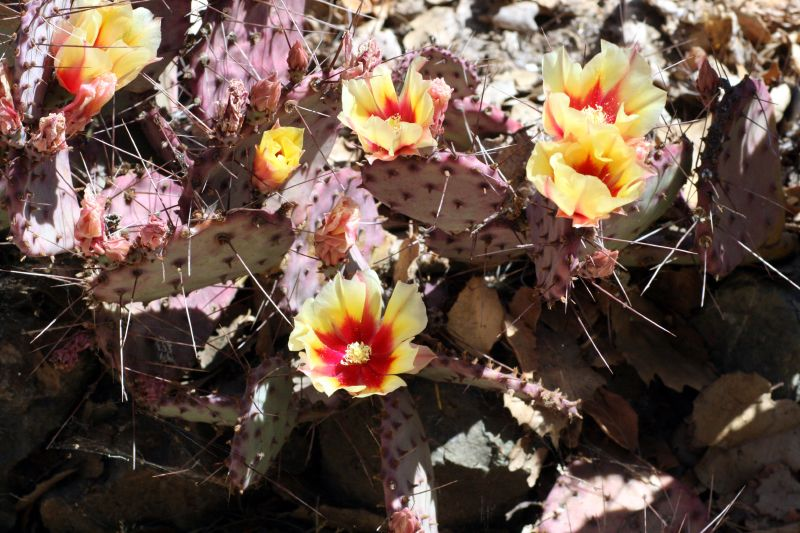
En flor

## Descripción
Opuntia macrocentra crece de forma tupida y alcanza un tamaño de 60 a 90 centímetros de altura. Las alargadas a veces más amplias secciones son a menudo azuladas o violetas, a veces sin espinas pero por lo general llevan  areolas con pinchos en la parte superior que no tienen gloquidios. Las espinas son uno o dos, blancas raramente negro-marrón. Las flores son amarillas y están teñidas de rojo, y crecen hasta los 7.5 cm de diámetro. Las frutas son carnosas y miden hasta 6 cm de largo y son de color púrpura. Las semillas son de 4 a 4,5 milímetros de ancho.

## Taxonomía
Opuntia macrocentra  fue descrita por George Engelmann y publicado en Proceedings of the American Academy of Arts and Sciences 3: 292. 1856.
Etimología
Opuntia: nombre genérico  que proviene del griego usado por Plinio el Viejo para una planta que creció alrededor de la ciudad de Opus en Grecia.

macrocentra: epíteto latino que significa "con grandes espinas".
Sinonimia
- Opuntia gosseliniana F.A.C. Weber
- Opuntia macrocentra var. minor M.S. Anthony
- Opuntia shreveana A. Nelson
- Opuntia violacea Engelm.
- Opuntia violacea Engelm. ex B.D. Jacks.
- Opuntia violacea var. castetteri L.D. Benson
- Opuntia violacea var. gosseliniana (F.A.C. Weber) L.D. Benson
- Opuntia violacea var. macrocentra (Engelm.) L.D. Benson[4]

Variedades
- Opuntia macrocentra var. macrocentra Engelm.
- Opuntia macrocentra var. minor Anthony